# Olympische Sommerspiele 2004/Leichtathletik – 400 m Hürden (Männer)
Der 400-Meter-Hürdenlauf der Männer bei den Olympischen Spielen 2004 in Athen wurde am 23., 24. und 26. August 2004 im Olympiastadion Athen ausgetragen. 35 Athleten nahmen teil.
Olympiasieger wurde Félix Sánchez aus der Dominikanischen Republik. Er gewann vor dem Jamaikaner Danny McFarlane und dem Franzosen Naman Keïta.
Für die Schweiz trat Cédric El-Idrissi an, der in der Vorrunde ausschied.

Athleten aus Deutschland, Österreich und Liechtenstein nahmen nicht teil.

## Aktuelle Titelträger
| Olympiasieger 2000                      | Angelo Taylor ( USA)                     | 47,50 s | Sydney 2000        |
| Weltmeister 2003                        | Félix Sánchez ( Dominikanische Republik) | 47,25 s | Paris 2003         |
| Europameister 2002                      | Stéphane Diagana ( Frankreich)           | 47,58 s | München 2002       |
| Panamerikanischer Meister 2003          | Félix Sánchez ( Dominikanische Republik) | 48,19 s | Santo Domingo 2003 |
| Zentralamerika und Karibik-Meister 2003 | Greg Little ( Jamaika)                   | 50,04 s | St. George’s 2003  |
| Südamerika-Meister 2003                 | Bayano Kamani ( Panama)                  | 50,10 s | Barquisimeto 2003  |
| Asienmeister 2003                       | Mubarak al-Nubi ( Katar)                 | 49,19 s | Manila 2003        |
| Afrikameister 2004                      | Llewellyn Herbert ( Südafrika)           | 48,90 s | Brazzaville 2004   |
| Ozeanienmeister 2002                    | Mowen Boino ( Papua-Neuguinea)           | 53,06 s | Christchurch 2002  |

## Rekorde

### Bestehende Rekorde
| Weltrekord         | 46,78 s | Kevin Young ( USA) | Barcelona, Spanien           | 6. August 1992 |
| Olympischer Rekord | 46,78 s | Kevin Young ( USA) | Finale OS Barcelona, Spanien | 6. August 1992 |

Der bestehende olympische Rekord wurde bei diesen Spielen nicht erreicht. Die schnellste Zeit erzielte Olympiasieger Félix Sánchez aus der Dominikanischen Republik mit 47,63 s im Finale am 26. August. Den olympischen Rekord, gleichzeitig Weltrekord, verfehlte er dabei um 85 Hundertstelsekunden.

### Rekordverbesserungen
Es wurden vier Landesrekorde aufgestellt:
- 51,18 s – Kurt Couto (Mosambik), erster Vorlauf am 23. August
- 50,97 s – Mowen Boino (Papua-Neuguinea), vierter Vorlauf am 23. August
- 48,16 s – Marek Plawgo (Polen), erstes Halbfinale am 24. August
- 48,23 s – Bayano Kamani (Panama), drittes Halbfinale am 24. August

## Vorrunde
Insgesamt wurden fünf Vorläufe absolviert. Für das Halbfinale qualifizierten sich pro Lauf die ersten vier Athleten (hellblau unterlegt). Darüber hinaus kamen die vier Zeitschnellsten, die sogenannten Lucky Loser (hellgrün unterlegt), weiter.
Anmerkung:  Alle Zeiten sind in Ortszeit Athen (UTC+2) angegeben.

### Vorlauf 1
23. August 2004, 19:30 Uhr
| Platz | Name                  | Nation         | Zeit (s) | Anmerkung |
| ----- | --------------------- | -------------- | -------- | --------- |
| 1     | Angelo Taylor         | USA            | 48,79    |           |
| 2     | Jiří Mužík            | Tschechien     | 48,85    |           |
| 3     | Christopher Rawlinson | Großbritannien | 48,94    |           |
| 4     | Boris Gorban          | Russland       | 49,25    |           |
| 5     | Jewgeni Meleschenko   | Kasachstan     | 49,43    |           |
| 6     | Ken Yoshizawa         | Japan          | 50,95    |           |
| 7     | Kurt Couto            | Mosambik       | 51,18    | NR        |

### Vorlauf 2
23. August 2004, 19:38 Uhr
| Platz | Name              | Nation     | Zeit (s) | Anmerkung                         |
| ----- | ----------------- | ---------- | -------- | --------------------------------- |
| 1     | Danny McFarlane   | Jamaika    | 48,53    |                                   |
| 2     | Bennie Brazell    | USA        | 48,57    |                                   |
| 3     | Marek Plawgo      | Polen      | 48,67    |                                   |
| 4     | Llewellyn Herbert | Südafrika  | 48,70    |                                   |
| 5     | Štěpán Tesařík    | Tschechien | 49,44    |                                   |
| 6     | Alaa Motar        | Irak       | 51,97    |                                   |
| DSQ   | Yacnier Luis      | Kuba       |          | IAAF Regel 163.3 – Bahnübertreten |

### Vorlauf 3
23. August 2004, 19:46 Uhr
| Platz | Name                   | Nation       | Zeit (s) |
| ----- | ---------------------- | ------------ | -------- |
| 1     | James Carter           | USA          | 48,64    |
| 2     | Periklis Iakovakis     | Griechenland | 48,69    |
| 3     | Dai Tamesue            | Japan        | 48,80    |
| 4     | Eduardo Iván Rodríguez | Spanien      | 49,25    |
| 5     | Bayano Kamani          | Panama       | 49,37    |
| 6     | Ibrahima Maïga         | Mali         | 50,63    |
| 7     | Michael Aguilar        | Belize       | 51,21    |

### Vorlauf 4
23. August 2004, 19:54 Uhr
| Platz | Name                    | Nation                  | Zeit (s) | Anmerkung |
| ----- | ----------------------- | ----------------------- | -------- | --------- |
| 1     | Félix Sánchez           | Dominikanische Republik | 48,51    |           |
| 2     | Alwyn Myburgh           | Südafrika               | 48,84    |           |
| 3     | Michail Lipski          | Russland                | 49,00    |           |
| 4     | Hadi Soua’an al-Somaily | Saudi-Arabien           | 49,15    |           |
| 5     | Dean Griffiths          | Jamaika                 | 49,41    |           |
| 6     | Cédric El-Idrissi       | Schweiz                 | 49,44    |           |
| 7     | Mowen Boino             | Papua-Neuguinea         | 50,97    | NR        |

### Vorlauf 5
23. August 2004, 20:02 Uhr
| Platz | Name               | Nation         | Zeit (s) |
| ----- | ------------------ | -------------- | -------- |
| 1     | Kemel Thompson     | Jamaika        | 48,66    |
| 2     | Naman Keïta        | Frankreich     | 48,88    |
| 3     | Ockert Cilliers    | Südafrika      | 49,12    |
| 4     | Edivaldo Monteiro  | Portugal       | 49,53    |
| 5     | Ibrahim al-Hamaidi | Saudi-Arabien  | 49,64    |
| 6     | Matthew Douglas    | Großbritannien | 49,77    |
| 7     | Ibrahim Tondi      | Niger          | 52,62    |

## Halbfinale
Für das Finale qualifizierten sich in den drei Läufen die jeweils ersten drei Athleten (hellblau unterlegt). Darüber hinaus kamen die zwei Zeitschnellsten, die sogenannten Lucky Loser (hellgrün unterlegt), weiter.

### Lauf 1

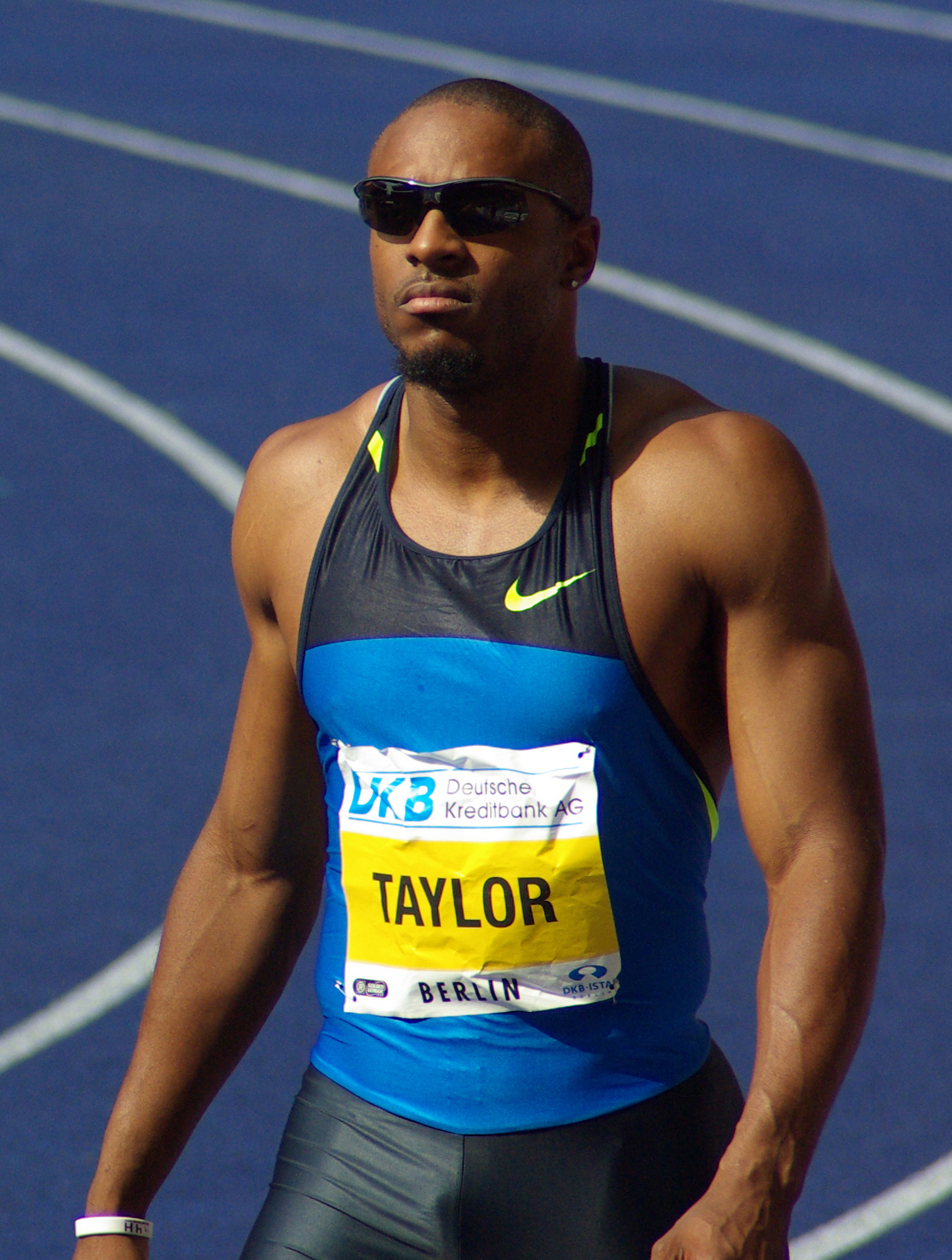
Angelo Taylor – ausgeschieden als Vierter
des ersten Halbfinals

24. August 2004, 21:05 Uhr
| Platz | Name                    | Nation                  | Zeit (s) | Anmerkung |
| ----- | ----------------------- | ----------------------- | -------- | --------- |
| 1     | Félix Sánchez           | Dominikanische Republik | 47,93    |           |
| 2     | Marek Plawgo            | Polen                   | 48,16    | NR        |
| 3     | Alwyn Myburgh           | Südafrika               | 48,21    |           |
| 4     | Angelo Taylor           | USA                     | 48,72    |           |
| 5     | Hadi Soua’an al-Somaily | Saudi-Arabien           | 48,98    |           |
| 6     | Michail Lipski          | Russland                | 49,10    |           |
| 7     | Edivaldo Monteiro       | Portugal                | 49,26    |           |
| 8     | Dean Griffiths          | Jamaika                 | 49,51    |           |

### Lauf 2

Dai Tamesue – ausgeschieden als Dritter des zweiten Halbfinals
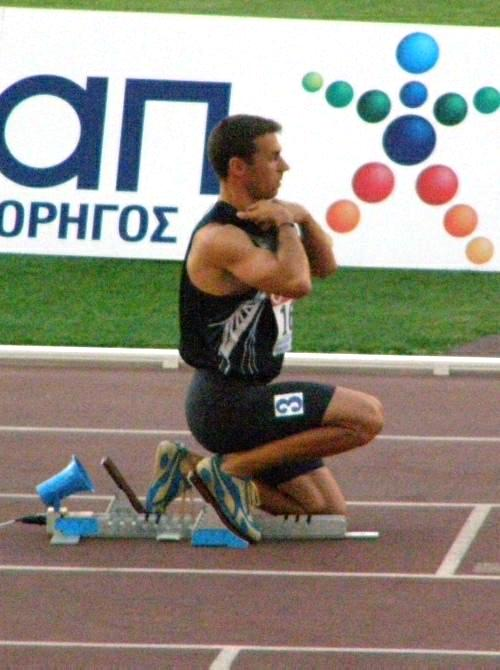
Periklis Iakovakis – ausgeschieden als Vierter des zweiten Halbfinals

24. August 2004, 21:13 Uhr
| Platz | Name                   | Nation         | Zeit (s) |
| ----- | ---------------------- | -------------- | -------- |
| 1     | Danny McFarlane        | Jamaika        | 48,00    |
| 2     | Bennie Brazell         | USA            | 48,19    |
| 3     | Dai Tamesue            | Japan          | 48,46    |
| 4     | Periklis Iakovakis     | Griechenland   | 48,47    |
| 5     | Llewellyn Herbert      | Südafrika      | 48,57    |
| 6     | Eduardo Iván Rodríguez | Spanien        | 49,77    |
| 7     | Štěpán Tesařík         | Tschechien     | 49,87    |
| 8     | Christopher Rawlinson  | Großbritannien | 50,89    |

### Lauf 3

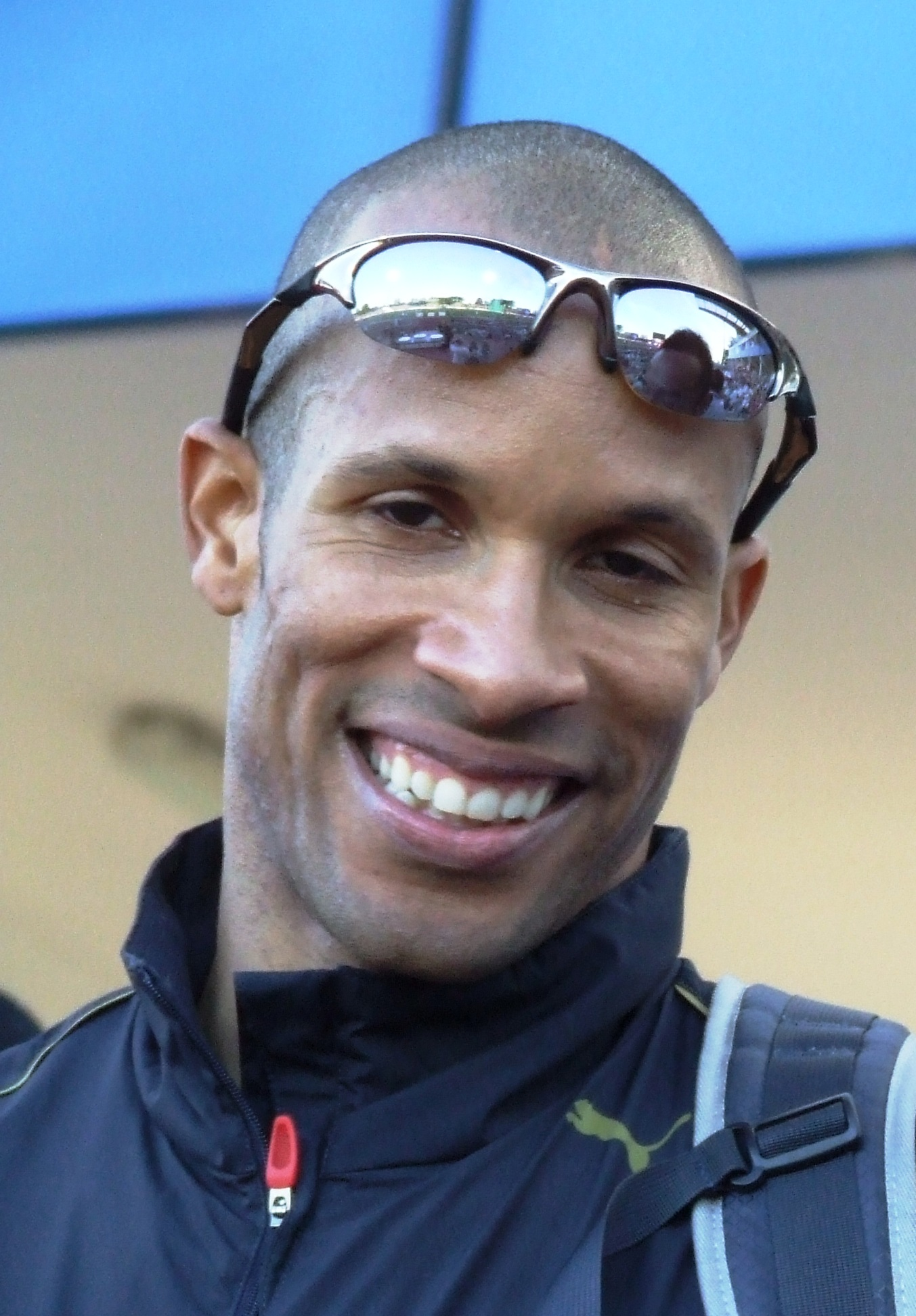
Kemel Thompson – ausgeschieden als Vierter des dritten Halbfinals
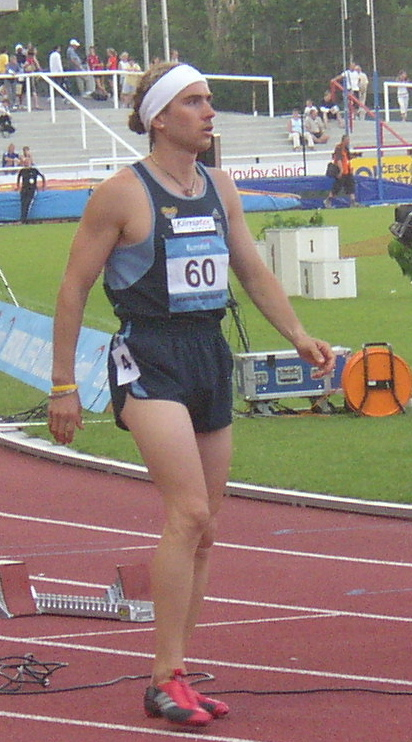
Jiří Mužík – ausgeschieden als Fünfter des dritten Halbfinals

24. August 2004, 21:21 Uhr
| Platz | Name                | Nation     | Zeit (s) | Anmerkung |
| ----- | ------------------- | ---------- | -------- | --------- |
| 1     | James Carter        | USA        | 48,18    |           |
| 2     | Bayano Kamani       | Panama     | 48,23    | NR        |
| 3     | Naman Keïta         | Frankreich | 48,24    |           |
| 4     | Kemel Thompson      | Jamaika    | 48,25    |           |
| 5     | Jiří Mužík          | Tschechien | 48,88    |           |
| 6     | Ockert Cilliers     | Südafrika  | 49,01    |           |
| 7     | Boris Gorban        | Russland   | 49,46    |           |
| 8     | Jewgeni Meleschenko | Kasachstan | 49,48    |           |

## Finale
26. August 2004, 22:30 Uhr
| Platz | Name            | Nation                  | Zeit (s) |
| ----- | --------------- | ----------------------- | -------- |
| 1     | Félix Sánchez   | Dominikanische Republik | 47,63    |
| 2     | Danny McFarlane | Jamaika                 | 48,11    |
| 3     | Naman Keïta     | Frankreich              | 48,26    |
| 4     | James Carter    | USA                     | 48,58    |
| 5     | Bayano Kamani   | Panama                  | 48,74    |
| 6     | Marek Plawgo    | Polen                   | 49,00    |
| 7     | Alwyn Myburgh   | Südafrika               | 49,07    |
| 8     | Bennie Brazell  | USA                     | 49,51    |

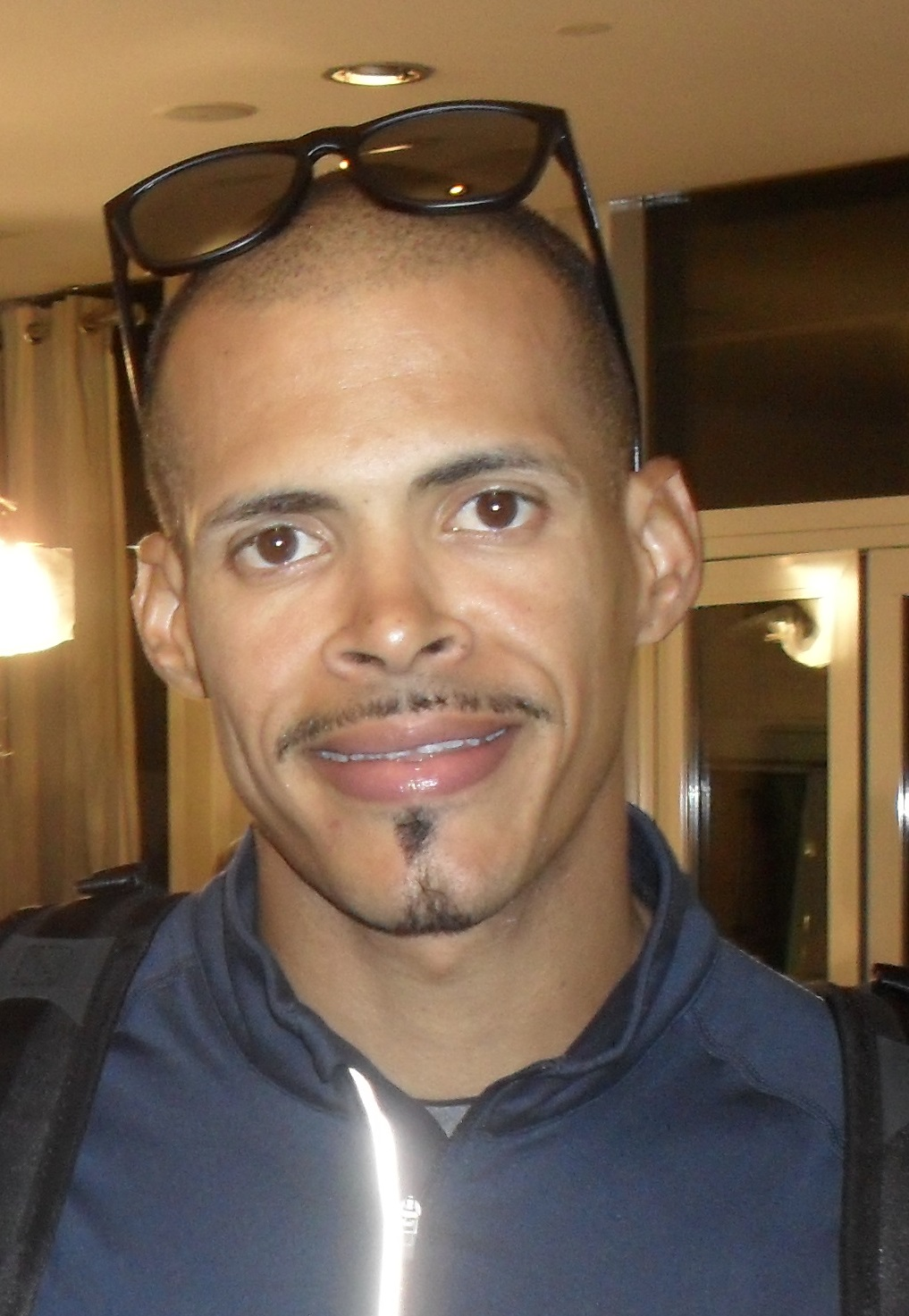
Olympiasieg für den Topfavoriten Félix Sánchez

Für das Finale hatten sich zwei US-Amerikaner sowie je ein Teilnehmer aus der Dominikanischen Republik, Frankreich, Jamaika, Panama, Polen und Südafrika qualifiziert.
Die Favoritenrolle lag nach dem Scheitern des Olympiasiegers von 2000, Angelo Taylor aus den Vereinigten Staaten, im Halbfinale beim amtierenden Weltmeister Félix Sánchez aus der Dominikanischen Republik. Auch die hoch eingeschätzten Llewellyn Herbert aus Südafrika, Bronzemedaillist von 2000, der Saudi Hadi Soua’an al-Somaily als WM-Vierter von 2001 und der griechische Vizeweltmeister Periklis Iakovakis waren im Halbfinale gescheitert. So blieben als Hauptkonkurrenten für den zweifachen Weltmeister Sánchez vor allem der WM-Vierte Danny McFarlane aus Jamaika und der US-amerikanische Olympiavierte von 2000, James Carter.
Nach zwei Fehlstarts, einer verursacht durch Sánchez, der andere durch Carter, übernahm Sánchez zusammen mit Carter zunächst die Führung. Bis zur sechsten Hürde lagen die beiden Läufer etwa gleichauf, dann zog Carter an Sánchez vorbei und kam als Erster auf die Zielgerade. Knapp hinter ihm folgte der Weltmeister vor McFarlane. Mit nur geringem Abstand lagen der Franzose Naman Keïta, Bayano Kamani aus Panama und der Südafrikaner Alwyn Myburgh ziemlich gleichauf hinter dem Führungstrio. Doch auf den letzten hundert Metern änderte sich das Bild noch einmal komplett. Carter konnte nichts mehr hinzusetzen. Sánchez, McFarlane und Keïta zogen am US-Läufer vorbei. An der neunten Hürde übernahm Félix Sánchez wieder die Spitze und gewann mit einem Vorsprung von 48 Hundertstelsekunden die Goldmedaille vor Danny McFarlane. Der wiederum lag fünfzehn Hundertstelsekunden vor dem Bronzemedaillengewinner Naman Keïta. Zum zweiten Mal bei Olympischen Spielen nach 2000 kam James Carter als Vierter ins Ziel. Bayano Kamani wurde Fünfter, der Pole Marek Plawgo Sechster.
Félix Sánchez war der erste Olympiasieger seines Landes. Er gewann zudem die erste Leichtathletikmedaille der Dominikanischen Republik.
Abgesehen von den unter anderem durch die USA boykottierten Spielen von 1980 in Moskau gab es erstmals seit 1968 keinen Medaillengewinn für die USA in dieser Disziplin.

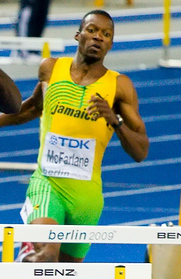
Silbermedaillengewinner Danny McFarlane
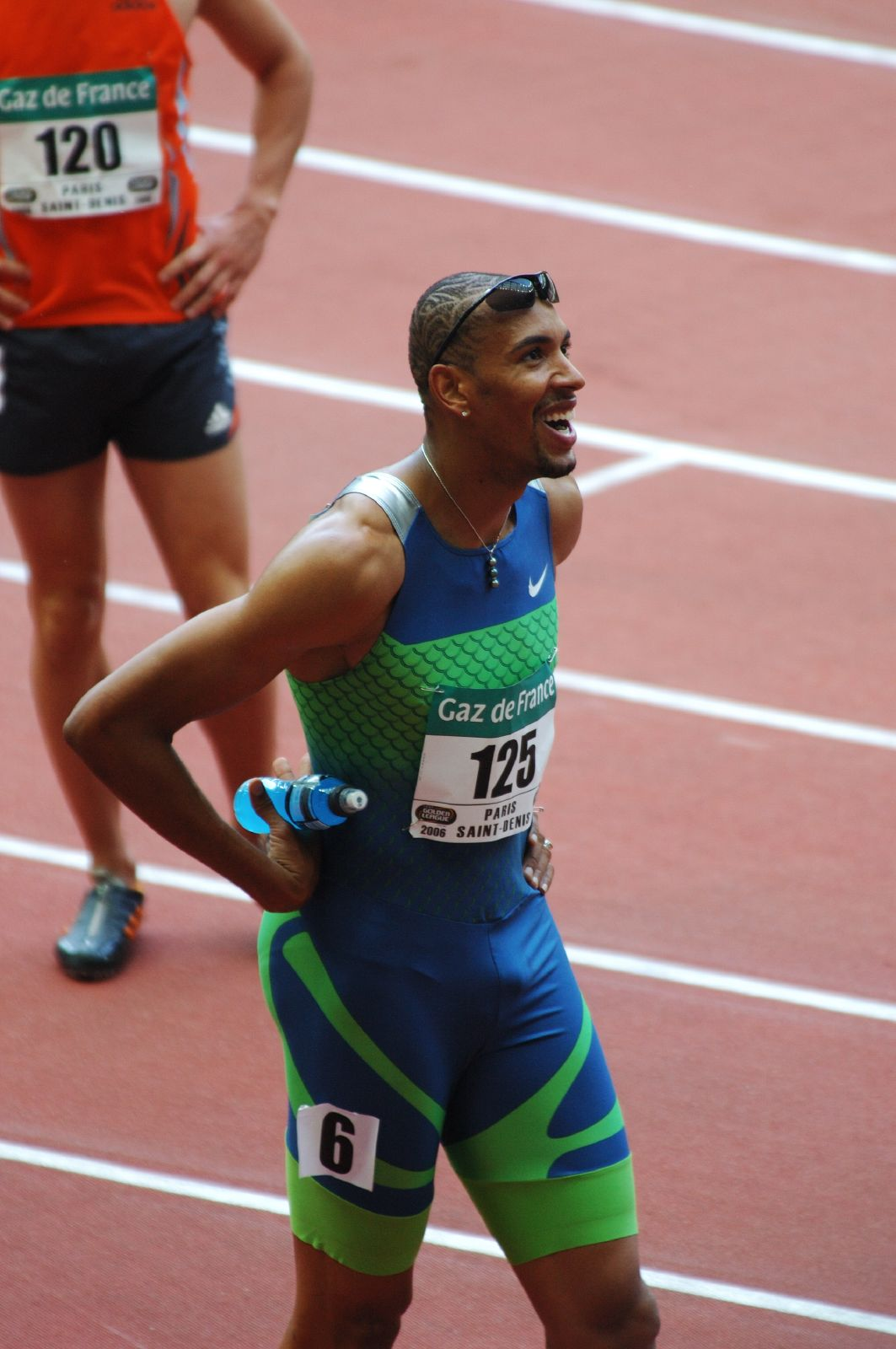
Bronzemedaillengewinner Naman Keïta
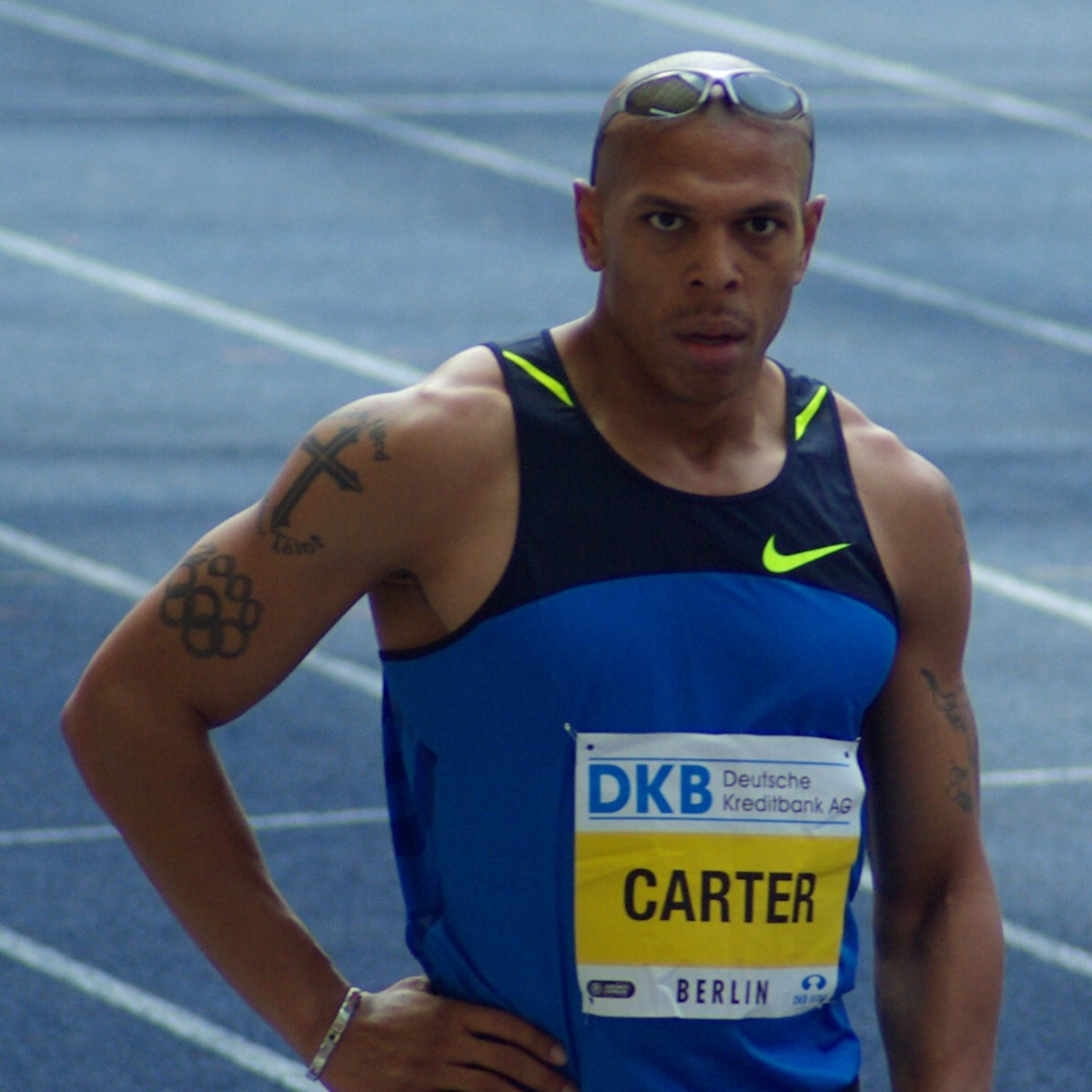
Der Olympiavierte James Carter
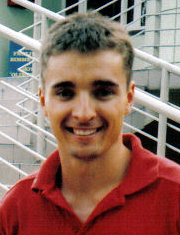
Marek Plawgo kam auf den sechsten Platz

## Video
- Felix Sanchez Gold - Men's 400m Hurdles | Athens 2004 Olympics, youtube.com, abgerufen am 16. Februar 2022